# Andropogon mannii
Andropogon mannii är en gräsart som beskrevs av Joseph Dalton Hooker. Andropogon mannii ingår i släktet Andropogon och familjen gräs. Inga underarter finns listade i Catalogue of Life.